# Clasificación por edades (videojuegos)
Un sistema de clasificación de contenido de videojuegos es un sistema usado para la clasificación de videojuegos en grupos idóneos relacionados. La mayoría de estos sistemas están asociados con o patrocinados por un gobierno y a veces forman parte del sistema de clasificación de películas local. La utilidad de estas clasificaciones ha sido puesta en duda por estudios que han llegado a conclusiones tales como que el 90% de los adolescentes declaran que sus padres dicen que las clasificaciones son bastantes exageradas, que perfectamente pueden activar un control parental y que es suficiente sólo con que los niños estén mínimamente vigilados por esto tales reclamos se han realizado para "arreglar" los sistemas de clasificación existentes.

## Comparación
Simbología:
- Blanco : Sin restricción: Disponible para todas las edades.
- Amarillo : Advertencia: Se sugiere la presencia de los padres.
- Morado : Fuerte advertencia: Se recomienda para un público más maduro pero sin restricción
- Rojo : Restringido: Menores de cierta edad deben ser acompañados por un adulto.
- Negro : Prohibido: Exclusivo para mayores de cierta edad / Restricción de venta por edad / Videojuego prohibido.
- Plomo : Clasificación pendiente.
- N/A: No aplicable.
- Cursiva en el país/sistema: Región o continente.

| País/Sistema                                                                                  | Clasificación por edades    | Clasificación por edades    | Clasificación por edades    | Clasificación por edades    | Clasificación por edades    | Clasificación por edades    | Clasificación por edades    | Clasificación por edades    | Clasificación por edades    | Clasificación por edades    | Clasificación por edades    | Clasificación por edades    | Clasificación por edades    | Clasificación por edades    | Clasificación por edades    | Clasificación por edades    | Clasificación por edades    | Clasificación por edades | Clasificación por edades | Clasificación por edades | Clasificación por edades | Otros                       | Notas |
| País/Sistema                                                                                  | 0/1                         | 2                           | 3                           | 4                           | 5                           | 6                           | 7                           | 8                           | 9                           | 10                          | 11                          | 12                          | 13                          | 14                          | 15                          | 16                          | 17                          | 18                       | 19                       | 20                       | 21                       | Otros                       | Notas |
| --------------------------------------------------------------------------------------------- | --------------------------- | --------------------------- | --------------------------- | --------------------------- | --------------------------- | --------------------------- | --------------------------- | --------------------------- | --------------------------- | --------------------------- | --------------------------- | --------------------------- | --------------------------- | --------------------------- | --------------------------- | --------------------------- | --------------------------- | ------------------------ | ------------------------ | ------------------------ | ------------------------ | --------------------------- | --- |
| Sistemas de clasificación nacionales y regionales                                             |                             |                             |                             |                             |                             |                             |                             |                             |                             |                             |                             |                             |                             |                             |                             |                             |                             |                          |                          |                          |                          |                             | |
| América (ESRB) Canadá Estados Unidos Centroamérica Perú Ecuador Colombia Etc.                 | E                           | E                           | E                           | E                           | E                           | E                           | E                           | E                           | E                           | E10+                        | E10+                        | E10+                        | T                           | T                           | T                           | T                           | M                           | AO                       | AO                       | AO                       | AO                       | RP                          | Esta clasificación se adoptó en 1994 en Estados Unidos, la mayor parte de Canadá y México. La clasificación AO es la única clasificación legalmente restringida (excepto en Estados Unidos). El Código de Educación y Cumplimiento de Clasificaciones del Consejo de Minoristas de la ESRB exige que los juegos con clasificación AO no se suministren a menores de edad, y que los juegos con clasificación M no se suministren a clientes menores de 17 años, a menos que estén acompañados por un padre o tutor. |
| América (ESRB) Canadá Estados Unidos Centroamérica Perú Ecuador Colombia Etc.                 | EC                          |                             |                             |                             |                             |                             |                             |                             |                             | E10+                        | E10+                        | E10+                        | T                           | T                           | T                           | T                           | M                           | AO                       | AO                       | AO                       | AO                       | RP                          | Esta clasificación se adoptó en 1994 en Estados Unidos, la mayor parte de Canadá y México. La clasificación AO es la única clasificación legalmente restringida (excepto en Estados Unidos). El Código de Educación y Cumplimiento de Clasificaciones del Consejo de Minoristas de la ESRB exige que los juegos con clasificación AO no se suministren a menores de edad, y que los juegos con clasificación M no se suministren a clientes menores de 17 años, a menos que estén acompañados por un padre o tutor. |
| Argentina                                                                                     | ATP                         | ATP                         | ATP                         | ATP                         | ATP                         | ATP                         | ATP                         | ATP                         | ATP                         | ATP                         | ATP                         | ATP                         | +13                         | +13                         | +13                         | +13                         | +13                         | +18                      | +18                      | +18                      | +18                      | N/A                         | Adoptada el 15 de octubre de 2005. |
| Australia                                                                                     | G                           | G                           | G                           | G                           | G                           | G                           | G                           | G                           | G                           | G                           | G                           | G                           | G                           | G                           | M                           | M                           | M                           | R 18+                    | R 18+                    | R 18+                    | R 18+                    | RC                          | Las categorías restringidas son MA 15+ y R 18+; esta última se introdujo a principios de 2013. |
| Australia                                                                                     | PG                          | PG                          | PG                          | PG                          | PG                          | PG                          | PG                          | PG                          | PG                          | PG                          | PG                          | PG                          | PG                          | PG                          | MA 15+                      | MA 15+                      | MA 15+                      | R 18+                    | R 18+                    | R 18+                    | R 18+                    | CTC                         | Las categorías restringidas son MA 15+ y R 18+; esta última se introdujo a principios de 2013. |
| Brasil (ClassInd)                                                                             | L                           | L                           | L                           | L                           | L                           | L                           | L                           | L                           | L                           | 10                          | 10                          | 12                          | 12                          | 14                          | 14                          | 16                          | 16                          | 18                       | 18                       | 18                       | 18                       | N/A                         | En Brasil se utiliza el mismo sistema de clasificación para la televisión y el cine. |
| Chile                                                                                         | TE                          | TE                          | TE                          | TE                          | TE                          | TE                          | TE                          | 8+                          | 8+                          | 8+                          | 8+                          | 8+                          | 8+                          | 14+                         | 14+                         | 14+                         | 14+                         | 18+                      | 18+                      | 18+                      | 18+                      | Educativo                   | Algunos juegos utilizan este sistema de clasificación en lugar del ESRB. |
| China                                                                                         | N/A                         | N/A                         | N/A                         | N/A                         | N/A                         | N/A                         | N/A                         | 8+                          | 8+                          | 8+                          | 8+                          | 12+                         | 12+                         | 12+                         | 12+                         | 16+                         | 16+                         | 16+                      | 16+                      | 16+                      | 16+                      | N/A                         | Se aplica a juegos con componentes en línea. |
| Europa (PEGI) Unión Europea Israel Islandia Noruega Suiza Reino Unido excepto: Alemania Rusia | 3                           | 3                           | 3                           | 3                           | 3                           | 3                           | 7                           | 7                           | 7                           | 7                           | 7                           | 12                          | 12                          | 12                          | 12                          | 16                          | 16                          | 18                       | 18                       | 18                       | 18                       | N/A                         | Se aplica legalmente en algunos países (pero no en todos). |
| Europa (PEGI) Unión Europea Israel Islandia Noruega Suiza Reino Unido excepto: Alemania Rusia | 3                           | 3                           | 3                           | 3                           | 3                           | 3                           | 7                           | 7                           | 7                           | 7                           | 7                           | 12                          | 12                          | 12                          | 12                          | 16                          | 16                          | 18                       | 18                       | 18                       | 18                       | N/A                         | Se aplica legalmente en algunos países (pero no en todos). |
| Alemania                                                                                      | 0                           | 0                           | 0                           | 0                           | 0                           | 6                           | 6                           | 6                           | 6                           | 6                           | 6                           | 12                          | 12                          | 12                          | 12                          | 16                          | 16                          | 18                       | 18                       | 18                       | 18                       | StGB confiscado (prohibido) | El sistema USK también es obligatorio en Salzburgo, Austria. |
| Alemania                                                                                      | 0                           | 0                           | 0                           | 0                           | 0                           | 6                           | 6                           | 6                           | 6                           | 6                           | 6                           | 12                          | 12                          | 12                          | 12                          | 16                          | 16                          | Sin etiquetado           |                          |                          |                          | StGB confiscado (prohibido) | El sistema USK también es obligatorio en Salzburgo, Austria. |
| Alemania                                                                                      | 0                           | 0                           | 0                           | 0                           | 0                           | 6                           | 6                           | 6                           | 6                           | 6                           | 6                           | 12                          | 12                          | 12                          | 12                          | 16                          | 16                          | BzKJ restringido         |                          |                          |                          | StGB confiscado (prohibido) | El sistema USK también es obligatorio en Salzburgo, Austria. |
| Hong Kong Macao                                                                               | I (Ni obsceno ni indecente) | I (Ni obsceno ni indecente) | I (Ni obsceno ni indecente) | I (Ni obsceno ni indecente) | I (Ni obsceno ni indecente) | I (Ni obsceno ni indecente) | I (Ni obsceno ni indecente) | I (Ni obsceno ni indecente) | I (Ni obsceno ni indecente) | I (Ni obsceno ni indecente) | I (Ni obsceno ni indecente) | I (Ni obsceno ni indecente) | I (Ni obsceno ni indecente) | I (Ni obsceno ni indecente) | I (Ni obsceno ni indecente) | I (Ni obsceno ni indecente) | I (Ni obsceno ni indecente) | II (Poco elegante)       | II (Poco elegante)       | II (Poco elegante)       | II (Poco elegante)       | III (Obscenidad)            | La clasificación de las publicaciones en Hong Kong y Macao la evalúa el Tribunal de Artículos Obscenos. |
| País/Sistema                                                                                  | 0/1                         | 2                           | 3                           | 4                           | 5                           | 6                           | 7                           | 8                           | 9                           | 10                          | 11                          | 12                          | 13                          | 14                          | 15                          | 16                          | 17                          | 18                       | 19                       | 20                       | 21                       | Otros                       | Notas |
| International Age Rating Coalition (IARC)                                                     | 3+                          | 3+                          | 3+                          | 3+                          | 3+                          | 3+                          | 7+                          | 7+                          | 7+                          | 7+                          | 7+                          | 12+                         | 12+                         | 12+                         | 12+                         | 16+                         | 16+                         | 18+                      | 18+                      | 18+                      | 18+                      | N/A                         | Estas clasificaciones se utilizan en la mayoría de países que no están representados o no tienen ninguna autoridad de clasificación. |
| Indonesia                                                                                     | SU                          | SU                          | 3+                          | 3+                          | 3+                          | 3+                          | 7+                          | 7+                          | 7+                          | 7+                          | 7+                          | 7+                          | 13+                         | 13+                         | 13+                         | 13+                         | 13+                         | 18+                      | 18+                      | 18+                      | 18+                      | N/A                         | |
| Irán                                                                                          | +3                          | +3                          | +3                          | +3                          | +3                          | +3                          | +7                          | +7                          | +7                          | +7                          | +7                          | +12                         | +12                         | +12                         | +15                         | +15                         | +15                         | +18                      | +18                      | +18                      | +18                      | N/A                         | Algunos juegos están prohibidos. Se prohíben los juegos con violencia extrema, contenido sexual explícito o desnudez explícita. |
| Japón (CERO)                                                                                  | A                           | A                           | A                           | A                           | A                           | A                           | A                           | A                           | A                           | A                           | A                           | B                           | B                           | B                           | C                           | C                           | D                           | Z                        | Z                        | Z                        | Z                        | 審査予定                    | Estas clasificaciones se han utilizado desde el 1 de marzo de 2006. La clasificación Z es la única clasificación que está restringida legalmente. |
| Japón (EOCS)                                                                                  | G                           | G                           | G                           | G                           | G                           | G                           | G                           | G                           | G                           | G                           | G                           | 12                          | 12                          | 12                          | 15                          | 15                          | 15                          | 18                       | 18                       | 18                       | 18                       | N/A                         | Este sistema de clasificación se utiliza únicamente para juegos de PC. |
| México (SMECCV)                                                                               | A                           | A                           | A                           | A                           | A                           | A                           | A                           | A                           | A                           | A                           | A                           | B                           | B                           | B                           | B15                         | B15                         | B15                         | C                        | C                        | C                        | C                        | P                           | Adoptado el 27 de mayo de 2021. |
| México (SMECCV)                                                                               | A                           | A                           | A                           | A                           | A                           | A                           | A                           | A                           | A                           | A                           | A                           | B                           | B                           | B                           | B15                         | B15                         | B15                         | D                        |                          |                          |                          | P                           | Adoptado el 27 de mayo de 2021. |
| Nueva Zelanda                                                                                 | G                           | G                           | G                           | G                           | G                           | G                           | G                           | G                           | G                           | G                           | G                           | G                           | R13                         | R13                         | R15                         | M                           | M                           | R18                      | R18                      | R18                      | R18                      | Objectionable               | Los juegos con una etiqueta sin restricciones en Australia pueden llevar etiquetas de clasificación australianas, pero se requieren etiquetas de Nueva Zelanda si el juego está restringido (MA 15+ o R 18+) en Australia o está clasificado RC. |
| Nueva Zelanda                                                                                 | PG                          | PG                          | PG                          | PG                          | PG                          | PG                          | PG                          | PG                          | PG                          | PG                          | PG                          | PG                          | R13                         | R13                         | R15                         | R16                         | R16                         | R18                      | R18                      | R18                      | R18                      | Objectionable               | Los juegos con una etiqueta sin restricciones en Australia pueden llevar etiquetas de clasificación australianas, pero se requieren etiquetas de Nueva Zelanda si el juego está restringido (MA 15+ o R 18+) en Australia o está clasificado RC. |
| País/Sistema                                                                                  | 0/1                         | 2                           | 3                           | 4                           | 5                           | 6                           | 7                           | 8                           | 9                           | 10                          | 11                          | 12                          | 13                          | 14                          | 15                          | 16                          | 17                          | 18                       | 19                       | 20                       | 21                       | Other                       | Notas |
| Rusia                                                                                         | 0+                          | 0+                          | 0+                          | 0+                          | 0+                          | 6+                          | 6+                          | 6+                          | 6+                          | 6+                          | 6+                          | 12+                         | 12+                         | 12+                         | 12+                         | 16+                         | 16+                         | 18+                      | 18+                      | 18+                      | 18+                      | N/A                         | Estas clasificaciones se utilizan desde el 1 de septiembre de 2012. El mismo sistema de clasificación se utiliza para la televisión, las películas y las publicaciones en Rusia. |
| Arabia Saudita                                                                                | N/A                         | N/A                         | 3                           | 3                           | 3                           | 3                           | 7                           | 7                           | 7                           | 7                           | 7                           | 12                          | 12                          | 12                          | 12                          | 16                          | 16                          | 18                       | 18                       | 18                       | 18                       | TBC                         | Adoptado en 2016. |
| Arabia Saudita                                                                                | N/A                         | N/A                         | 3                           | 3                           | 3                           | 3                           | 7                           | 7                           | 7                           | 7                           | 7                           | 12                          | 12                          | 12                          | 12                          | 16                          | 16                          | 18                       | 18                       | 18                       | 18                       | Prohibido                   | Adoptado en 2016. |
| Singapur                                                                                      | G                           | G                           | G                           | G                           | G                           | G                           | G                           | G                           | G                           | G                           | G                           | G                           | G                           | G                           | G                           | ADV16                       | ADV16                       | M18                      | M18                      | M18                      | M18                      | Clasificación rechazada     | Adoptada el 28 de abril de 2008. |
| Eslovaquia                                                                                    | "Teddy bear's head"         | "Teddy bear's head"         | "Teddy bear's head"         | "Teddy bear's head"         | "Teddy bear's head"         | "Teddy bear's head"         | "Teddy bear's head"         | "Teddy bear's head"         | "Teddy bear's head"         | "Teddy bear's head"         | "Teddy bear's head"         | 12                          | 12                          | 12                          | 15                          | 15                          | 15                          | 18                       | 18                       | 18                       | 18                       | N/A                         | Adopted in 2007, updated in 2023 |
| Eslovaquia                                                                                    | U                           | U                           | U                           | U                           | U                           | U                           | 7                           | 7                           | 7                           | 7                           | 7                           | 12                          | 12                          | 12                          | 15                          | 15                          | 15                          | 18                       | 18                       | 18                       | 18                       | N/A                         | Adopted in 2007, updated in 2023 |
| Sudáfrica                                                                                     | N/A                         | N/A                         | N/A                         | N/A                         | N/A                         | N/A                         | 7–9PG                       | 7–9PG                       | 7–9PG                       | 7–9PG                       | 7–9PG                       | 7–9PG                       | 13                          | 13                          | 13                          | 16                          | 16                          | 18                       | 18                       | 18                       | 18                       | XX                          | Introducido en 1996 para combatir el abuso infantil generalizado en Sudáfrica. |
| Sudáfrica                                                                                     | PG                          | PG                          | PG                          | PG                          | PG                          | PG                          | PG                          | PG                          | PG                          | 10–12PG                     | 10–12PG                     | 10–12PG                     | 10–12PG                     | 10–12PG                     | 10–12PG                     | 16                          | 16                          | X18                      | X18                      | X18                      | X18                      | XX                          | Introducido en 1996 para combatir el abuso infantil generalizado en Sudáfrica. |
| Corea del Sur                                                                                 | ALL                         | ALL                         | ALL                         | ALL                         | ALL                         | ALL                         | ALL                         | ALL                         | ALL                         | ALL                         | ALL                         | 12                          | 12                          | 12                          | 15                          | 15                          | 15                          | 15                       | 19                       | 19                       | 19                       | Clasificación rechazada     | Antes de 2006, los videojuegos lanzados en Corea del Sur eran clasificados por la KMRB. Hay restricciones de edad para los 12 y 15 años, pero no están sujetos a sanciones. |
| Taiwán                                                                                        | 0+                          | 0+                          | 0+                          | 0+                          | 0+                          | 6+                          | 6+                          | 6+                          | 6+                          | 6+                          | 6+                          | 12+                         | 12+                         | 12+                         | 15+                         | 15+                         | 15+                         | 18+                      | 18+                      | 18+                      | 18+                      | N/A                         | |
| Emiratos Árabes Unidos                                                                        | N/A                         | N/A                         | 3                           | 3                           | 3                           | 3                           | 7                           | 7                           | 7                           | 7                           | 7                           | 12                          | 12                          | 12                          | 12                          | 16                          | 16                          | 18                       | 18                       | 18                       | 21                       | N/A                         | Introducido en noviembre de 2017 y establecido comercialmente a partir de febrero de 2018. |
| País/Sistema                                                                                  | 0/1                         | 2                           | 3                           | 4                           | 5                           | 6                           | 7                           | 8                           | 9                           | 10                          | 11                          | 12                          | 13                          | 14                          | 15                          | 16                          | 17                          | 18                       | 19                       | 20                       | 21                       | Otros                       | Notas |
| Sistemas de calificación de escaparates                                                       |                             |                             |                             |                             |                             |                             |                             |                             |                             |                             |                             |                             |                             |                             |                             |                             |                             |                          |                          |                          |                          |                             | |
| App Store (iOS/iPadOS)                                                                        | 4+ (de 5 años o menos)      | 4+ (de 5 años o menos)      | 4+ (de 5 años o menos)      | 4+ (de 5 años o menos)      | 4+ (de 5 años o menos)      | 4+ (edades 6–8)             | 4+ (edades 6–8)             | 4+ (edades 6–8)             | 9+                          | 9+                          | 9+                          | 12+                         | 12+                         | 12+                         | 12+                         | 12+                         | 17+                         | 17+                      | 17+                      | 17+                      | 17+                      | Sin clasificación           | Se requieren calificaciones para lanzar o vender aplicaciones en la App Store. La calificación 4+ se divide en tres subcategorías: menores de 5 años, de 6 a 8 años y de 9 a 11 años. Las aplicaciones/juegos con calificación 17+ solo se pueden comprar con un Apple ID de una persona de esa edad o mayor. |
| App Store (iOS/iPadOS)                                                                        | 4+ (de 5 años o menos)      | 4+ (de 5 años o menos)      | 4+ (de 5 años o menos)      | 4+ (de 5 años o menos)      | 4+ (de 5 años o menos)      | 4+ (edades 6–8)             | 4+ (edades 6–8)             | 4+ (edades 6–8)             | 4+ (de 9 a 11 años)         |                             |                             | 12+                         | 12+                         | 12+                         | 12+                         | 12+                         | 17+                         | 17+                      | 17+                      | 17+                      | 17+                      | Sin clasificación           | Se requieren calificaciones para lanzar o vender aplicaciones en la App Store. La calificación 4+ se divide en tres subcategorías: menores de 5 años, de 6 a 8 años y de 9 a 11 años. Las aplicaciones/juegos con calificación 17+ solo se pueden comprar con un Apple ID de una persona de esa edad o mayor. |
| Google Play (Corea del Sur)                                                                   | 3                           | 3                           | 3                           | 3                           | 3                           | 3                           | 7                           | 7                           | 7                           | 7                           | 7                           | 12                          | 12                          | 12                          | 12                          | 16                          | 16                          | 16                       | 19                       | 19                       | 19                       | Sin calificación            | Sólo se aplica a juegos lanzados en Corea del Sur. |
| Google Play (Rusia)                                                                           | 3                           | 3                           | 3                           | 3                           | 3                           | 3                           | 7                           | 7                           | 7                           | 7                           | 7                           | 12                          | 12                          | 12                          | 12                          | 16                          | 16                          | 18                       | 18                       | 18                       | 18                       | Sin calificación            | Sólo se aplica a juegos lanzados en Rusia. |
| Roblox Experiences                                                                            | Mínima                      | Mínima                      | Mínima                      | Mínima                      | Mínima                      | Mínima                      | Mínima                      | Mínima                      | Leve                        | Leve                        | Leve                        | Leve                        | Moderado                    | Moderado                    | Moderado                    | Moderado                    | Restringido                 | Restringido              | Restringido              | Restringido              | Restringido              | N/A                         | |
| Samsung Galaxy Store                                                                          | All                         | All                         | All                         | 4+                          | 4+                          | 4+                          | 4+                          | 4+                          | 4+                          | 4+                          | 4+                          | 12+                         | 12+                         | 12+                         | 12+                         | 16+                         | 16+                         | 18+                      | 18+                      | 18+                      | 18+                      | Prohibido                   | |

## Uso
La siguiente imagen muestra el uso de los sistemas de clasificación de contenido de videojuegos en el mundo. Los países pintados con degradados usan más de un sistema.

## Sistemas de clasificación

### Alemania
Unterhaltungssoftware Selbstkontrolle (USK) (Autocontrol de software de entretenimiento), es la organización de clasificación de software de Alemania fundada en 1994.
| Logotipo | Clasificación USK                                                                 | Descripción de las clasificaciones |
| -------- | --------------------------------------------------------------------------------- | --- |
|          | Freigegeben ohne Altersbeschränkung gemäß § 14 JuSchG (Sin restricciones de edad) | Las aplicaciones sin restricción de edad muestran contenido que no requiere la protección de los jóvenes. Pueden estar dirigidas directamente a niños y jóvenes, pero también a una audiencia adulta. Por ejemplo, esta categoría incluye programas de utilidades, catálogos de productos y aplicaciones de herramientas, así como redes sociales en las que se revisa, filtra o controla todo el contenido creado por los usuarios. Esta clasificación puede incluir juegos como Super Mario Bros., The Legend of Zelda: Link's Awakening, Kirby's Dream Land, la saga Gran Turismo y la serie FIFA |
|          | Freigegeben ab 6 Jahren gemäß § 14 JuSchG (Para mayores de 6 años)                | Los juegos con esta clasificación pueden tener una naturaleza cómica o abstracta, puede tener un tema oscuro o puede ser demasiado complicado para niños menores de 6 años. Esta clasificación puede incluir juegos como Point Blank, Kirby Star Allies, Rocket League, Super Mario Galaxy y Lego Star Wars II: The Original Trilogy. |
|          | Freigegeben ab 12 Jahren gemäß § 14 JuSchG (Para mayores de 12 años)              | Los juegos con esta clasificación pueden enfocarse en guerras o lucha de personajes. La lucha se ubicaría en un contexto histórico o de ciencia ficción y la violencia se mantendría en un mínimo. Esta clasificación puede incluir juegos como Fortnite, Dragon Ball FighterZ, Midnight Club: Los Ángeles, The Legend of Zelda: Breath of the Wild, Metroid Prime y Super Smash Bros. Brawl. |
|          | Freigegeben ab 16 Jahren gemäß § 14 JuSchG (Para mayores de 16 años)              | Los juegos de violencia moderada (sin sangre visible) reciben esta clasificación, pudiendo abarcar diversos temas de adultos. Esta clasificación puede incluir juegos como Tom Clancy's Splinter Cell: Double Agent, Anthem, Star Wars: Battlefront (2015), Diablo, Resident Evil: Revelations y Battlefield 1 |
|          | Keine Jugendfreigabe gemäß § 14 JuSchG (Para mayores de 18 años)                  | Estos juegos pueden contener escenas más violentas con sangre incluida, pudiendo glorificar las guerras o la violación de los derechos humanos. Esta clasificación puede incluir juegos como Happy Wheels, Warframe, Hitman: Blood Money, Resident Evil (Versión DS), Call of Duty: WWII, Grand Theft Auto V , Payday 2 y Payday: The Heist. |

| Logotipo | Clasificación USK                               | Descripción de las clasificaciones                                                       |
| -------- | ----------------------------------------------- | ---------------------------------------------------------------------------------------- |
|          | Einstufung ausstehend (Clasificación pendiente) | Es usado antes de un lanzamiento de un videojuego para definir la clasificación de este. |

### Norteamérica y Latinoamérica
Entertainment Software Rating Board (ESRB) es una organización autorregulador que asigna calificaciones de edad y contenido, aplica las pautas publicitarias adoptadas por la industria y garantiza principios de privacidad en línea responsables para computadoras y videojuegos y otro software de entretenimiento en Canadá y los Estados Unidos. Las clasificaciones PEGI se utilizan en algunos juegos en francés vendidos en Canadá. A pesar de ser autorreguladores, en Canadá, los juegos clasificados por la JERS están obligados por ley a ser calificados y/o restringidos, aunque esto sólo varía a nivel de provincia y territorio.
También existe un sistema similar para los videojuegos arcade, que es aplicado por la American Amusement Machine Association (AAMA) y la Amusement and Music Operators Association (AMOA). Se llama el Sistema de Asesoramiento Parental, y utiliza tres colores para las clasificaciones - verde (adecuado para todas las edades), amarillo (contenido suave) y rojo (contenido fuerte). Las pegatinas que muestran las clasificaciones se colocan en las carpas del juego, y la clasificación también se puede mostrar durante el modo de atracción si el desarrollador o editor del juego decide hacerlo.
| Clasificación ESRB | Nombre                                                                                      | Año de entrada | Edad adecuada                                                                     | Descripción de las clasificaciones |
| ------------------ | ------------------------------------------------------------------------------------------- | -------------- | --------------------------------------------------------------------------------- | --- |
|                    | Everyone (Todos)                                                                            | 1998           | Todas las edades                                                                  | Abarca temas aptos para todas las edades de los títulos comprendidos dentro de esta categoría, pueden contener algo de animación, violencia fantástica o mínima o el uso de insultos suaves. También se aplica en la mayoría de los juegos de deportes. Ejemplos son las franquicias de FIFA, Pokémon, o Super Mario. Reemplazó a Kids to Adults en 1998. Era apto para niños mayores de 6 años, pero luego se cambió a todos los públicos. |
|                    | Everyone 10 and up/Everyone 10+ (Todos +10) (Todas las personas mayores de 10 años de edad) | 2005           | 10 años o más                                                                     | Material idóneo para edades de 10 y más años. Las obras dentro de esta categoría generalmente contienen animaciones, más violencia leve o fantástica, sangre animada, insultos regulares o en temas sugerentes mínimos. Ejemplos como los juegos de la saga LEGO, Sonic Unleashed, Donkey Kong Jungle Beat, la serie Super Smash Bros (3DS, Wii U y Ultimate), Super Mario Odyssey, Kirby Star Allies, Crash Bandicoot N. Sane Trilogy, Minecraft, etc. Es apto para niños mayores de 10 años. |
|                    | Teen (Adolescentes)                                                                         | 1994           | 13 años o más                                                                     | Contenido adecuado para adolescentes entre 13 años. Los productos de este género generalmente contienen sangre (puede ser mínima), humor cruel, temas sugestivos o violencia moderada (puede ser regular), y, en la mayoría de las veces, juegos de azar/apuestas simulados. Como ejemplo se puede mencionar la serie de Guitar Hero, Street Fighter IV, Tekken 7, The King of Fighters XIV, La serie Super Smash Bros (Melee y Brawl), Need for Speed: Most Wanted, Uncharted 2: El reino de los ladrones, etc. Es apto para niños mayores de 13 años. La mayoría de redes sociales tienen esta clasificación. |
|                    | Mature 17+ (Maduro 17+)                                                                     | 1994           | 17 (Menores deben tener permiso de un adulto)                                     | Artículos que pueden contener material pertinente para edades de 17 o más años. Las obras de esta categoría generalmente muestran violencia (puede ser intensa), sangre y horror/mutilaciones, temas o naturaleza sexuales o insultos. Muchos vendedores (como Walmart y GameStop), aplican políticas sobre no vender juegos con este ordenamiento a menores de 17 años sin la presencia y aprobación de algún tutor. Algunos ejemplos de juegos de esta categoría son Warframe, South Park, Conker's Bad Fur Day, Resident Evil, los juegos de la serie Mortal Kombat y los juegos de la saga de Grand Theft Auto (GTA) y Doom. Es apto para personas mayores de 17 años.                                                                |
|                    | Adults Only 18+ (Adultos únicamente +18) (Solo adultos)                                     | 1994           | 18 (Los niños o adolescentes no se les permite comprar, alquilar o jugar/verlas ) | Contenido solamente para adultos. Los títulos en esta categoría generalmente incluyen escenas prolongadas de violencia intensa o temas o gráficas sexuales, lenguaje extremadamente soez o juegos de apuestas/azar reales (y con dinero, divisas, efectivo y moneda), y sangre frecuentemente o desnudez. La categorización AO es tema de controversia por las exageradas restricciones que impone a algunos juegos. Por ejemplo Manhunt 2, GTA: San Andreas (2005, re-clasificación) o Hatred. También es usado comúnmente en juegos que presentan escenas de hentai. Empresas como Microsoft, Sony o Nintendo no permiten que juegos con esta clasificación salgan para sus consolas. Es apto para personas mayores de 18 años nada más |

| Clasificación ESRB | Nombre                           | Año de entrada | Año de retirado | Edad adecuada      | Descripción de las clasificaciones |
| ------------------ | -------------------------------- | -------------- | --------------- | ------------------ | --- |
|                    | Early Childhood (Niños pequeños) | 1994           | 2018            | 5 años o más joven | Material con contenido apto para niños pequeños. Los juegos que entran dentro de esta categoría son específicamente desarrollados para niños pequeños y usualmente son de orientación educacional, un ejemplo son los juegos de Sesame Street y los de Nick Jr. Esta clasificación se retiró en 2018. Era apto para niños de 3 a 5 años. |

| Clasificación ESRB | Nombre                                                       | Año de entrada | Edad adecuada                         | Descripción de las clasificaciones |
| ------------------ | ------------------------------------------------------------ | -------------- | ------------------------------------- | --- |
|                    | Rating Pending (Clasificación pendiente) (Aún sin calificar) | 1994           | Desconocido (no está clasificado aún) | Aparece en juegos enviados a la ESRB y que esperan una clasificación final. Sin embargo, una vez calificados, toda la publicidad prelanzamiento debe contener la calificación oficial del juego puesta por la ESRB. Algunos juegos, dependiendo de la intensidad de su contenido, pueden tener una renuncia de responsabilidad en la que aparece «Puede tener contenido inapropiado para menores» para muchos juegos que están clasificados con T (Teen), M (Mature) y AO (Adults Only). |

### Argentina
La Ley 26.043 (aprobada en 2005) establece que el Consejo Nacional de la Infancia, Juventud y Familia en coordinación con el Instituto Nacional de Cine y Artes Audiovisuales serán las agencias gubernamentales que ceda calificaciones de edad. La Asociación de Desarrolladores de Videojuegos Argentina fue crítica de la ley. Hay tres clasificaciones: "Adecuado para todos los públicos", "Adecuado para mayores de 13 años" y "Adecuado para mayores de 18 años".
- ATP  (Apto para todo público)
- +13  (Mayores de 13 años)
- +18  (Mayores de 18 años)

### Hong Kong y Macao
En Hong Kong y Macao no existe un sistema de clasificación de juegos, pero se adopta una clasificación unificada de publicaciones, dividida en tres categorías: I, II y III. Las publicaciones de clase I pueden adquirirse sin restricciones para todas las edades. Las publicaciones de clase II deben estar marcadas con advertencias y no pueden proporcionarse a menores de 18 años, lo que equivale a un nivel restringido. Las publicaciones de clase III no pueden venderse públicamente, pero no hay restricciones para la comunicación privada o entre amigos. Este sistema de clasificación es equivalente a una clasificación oculta. El Tribunal de Artículos Obscenos es responsable de la clasificación y evaluación.

警告:本物品内容可能令人反感；不可将本物品派发、传阅、出售、出租、交给或出借予年龄未满18岁的人士或将本物品向该等人士出示、播放或放映。
WARNING: THIS ARTICLE CONTAINS MATERIAL WHICH MAY OFFEND AND MAY NOT BE DISTRIBUTED, CIRCULATED, SOLD, HIRED, GIVEN, LENT, SHOWN, PLAYED OR PROJECTED TO A PERSON UNDER THE AGE OF 18 YEARS.

The Regulation on the Control of Obscene and Indecent Articles requires that Class II publications must use this statutory warning eslogan, and must be marked in both Chinese and English, and the font size must account for 20% of the total area.

### Australia
La Junta Australiana de Clasificación (ACB) es un organismo de clasificación legal formado por el Gobierno de Australia que clasifica películas, videojuegos y publicaciones para su exhibición, venta o alquiler en Australia desde su creación en 1970. La Junta de Clasificación se incorporó originalmente a la Oficina de Clasificación Cinematográfica y Literaria (OFLC), que se disolvió en 2006. Originalmente aparte del Departamento del fiscal general y supervisado por el ministro de Justicia, la ACB es ahora una rama del Departamento de Comunicaciones y las Artes que proporciona apoyo administrativo a la Junta y es supervisada por el ministro de Comunicaciones y Artes.
| Símbolo | Nombre                                               | Edad adecuada                            | Descripción de la clasificación |
| ------- | ---------------------------------------------------- | ---------------------------------------- | --- |
|         | Exempt from classification (Exento de clasificación) | Desconocido (no está clasificado aún)    | Solo los tipos de material muy específicos (incluido el material educativo y las actuaciones artísticas) pueden estar exentos de la clasificación, y el material no puede contener nada que exceda las restricciones de la clasificación de PG.          |
|         | General                                              | Todas las edades                         | Contiene material disponible para visualización general. Esta categoría no necesariamente designa una juego para niños. |
|         | Parental Guidance (Orientación parental)             | +6 años                                  | No recomendado para jugar por personas menores de 6 años sin la guía de los padres o tutores. Contiene material que los espectadores jóvenes pueden encontrar confusos o molestos.                                                                       |
|         | Mature (Maduro)                                      | +15 años                                 | Recomendada para personas mayores de 15 años. Las personas menores de 15 años pueden acceder legalmente a este material porque es una categoría de asesoría.                                                                                             |
|         | Mature Accompanied (Maduro con acompañamiento)       | +15 años prohibido si no van acompañados | Contiene material que se considera inadecuado para ser exhibido por personas menores de 15 años. Las personas menores de 15 años pueden comprar, alquilar, exhibir o ver dicho contenido legalmente solo bajo la supervisión de un padre o tutor adulto. |
|         | Resticted (Restringido)                              | +18 años                                 | Contiene material que se considera inadecuado para ser exhibido por personas menores de 18 años. Las personas menores de 18 años no pueden comprar, alquilar, exhibir o ver contenido clasificado R 18+ legalmente.                                      |

### Brasil
La calificación de asesoría (ClassInd) (Classificação Indicativa en portugués) califica películas, juegos y programas de televisión en Brasil. Está controlado por el Ministerio de Justicia (Ministério da Justiá).
| Identificador | Identificador | Edad adecuada    | Recomendación                           | Definición |
| ------------- | ------------- | ---------------- | --------------------------------------- | --- |
|               | L             | Todas las edades | Audiencia general.                      | Sin contenido potencialmente dañino que exponga a los niños. Se dice que incluye fantasía y/ó caricaturas poco violentas, lenguaje suave, moderación de fármacos y/ó pocas personas casi desnudas.                                                       |
|               | 10            | +10 años         | No recomendada para menores de 10 años. | Recomendado para preadolescentes mayores de 10 años, menores de 10 supervisados. Se dice que incluye fantasía y emociones fuertes, violencia y caricaturas moderadas, desnudez ocasional y/ó escenas mínimamente sangrientas.                            |
|               | 12            | +12 años         | No recomendada para menores de 12 años. | Recomendado para jóvenes adolescentes mayores de 12 años, menores de 12 supervisados. Se dice que incluye violencia leve, moderación de sangre, personas casi desnudas y/ó lenguaje ocasional                                                            |
|               | 14            | +14 años         | No recomendada para menores de 14 años. | Recomendado para adolescentes mayores de 14 años, menores de 14 supervisados. Se dice que incluye temas acerca del sexo, sangre y derramamiento de sangre leves, violencia intensa y/ó fármacos legales.                                                 |
|               | 16            | +16 años         | No recomendada para menores de 16 años. | Recomendado para adultos mayores de 16 años, menores de 16 supervisados estrictamente. Se dice que incluye escenas de violencia, suicidio, miedo, lenguaje inapropiado y sangre, mutilaciones y tortura, personas desnudas y/ó heridas y pena de muerte. |
|               | 18            | +18 años         | No recomendada para menores de 18 años. | Recomendado para Jóvenes niños mayores de 18 años, la entrada a menores de 18 está prohibida. Se dice que incluye gráficas de desnudos y fármacos ilegales, crueldad y sangre en exceso, violencia extrema y/o lenguaje explícito y humor adulto.        |

### Chile
Los Juegos están clasificados por el Consejo de Calificación Cinematográfica, que es un organismo central dependiente del Ministerio de Educación.

###### Consejo de Calificación Cinematográfica para videojuegos
| Identificador                                                        | Identificador | Edad adecuada     | Recomendación |
| -------------------------------------------------------------------- | ------------- | ----------------- | --- |
| Para edades de 3 en adelante (Bebés de 3 años en adelante).          | ER            | Todas las edades. | Videojuego especialmente recomendado para niños y adolescente: por contener material educativo y ningún elemento inapropiado para su edad.                                          |
| Todas las edades                                                     | TE            | Todas las edades. | Videojuego sin contenido objetable que puede ser visto por personas de cualquier edad.                                                                                              |
| Para edades de 8 en adelante (Niños de 8 años en adelante).          | 8+            | 8 años o más.     | Videojuego no recomendado para menores de 8 años por contener un porcentaje menor de lenguaje inapropiado, insinuaciones sexuales o violencia.                                      |
| Para edades de 14 en adelante (Adolescentes de 14 años en adelante). | 14+           | 14 años o más.    | Videojuego no recomendado para menores de 14 años por contener un porcentaje moderado de lenguaje inapropiado, insinuaciones sexuales o violencia                                   |
| Para edades de 18 en adelante (Solo adultos).                        | 18+           | 18 años o más.    | Videojuego no recomendado para menores de 18 años por contener un porcentaje de lenguaje vulgar, material sexual explícito, desnudez, frecuente o importantes niveles de violencia. |

### Europa
El Pan European Game Information (PEGI) es un sistema europeo de clasificación de contenido de videojuegos establecido para ayudar a los padres europeos a tomar decisiones informadas sobre la compra de juegos de ordenador con logotipos en cajas de juegos. Fue desarrollado por la Interactive Software Federation of Europe (ISFE) y entró en uso en abril de 2003; reemplazó muchos sistemas nacionales de clasificación por edades por un único sistema europeo. El sistema PEGI se utiliza ahora en más de treinta y un países y se basa en un código de conducta, un conjunto de reglas a las que cada editor que utiliza el sistema PEGI está comprometido contractualmente. La autorregulación PEGI se compone de cinco categorías de edad y siete descriptores de contenido que aconsejan la idoneidad y el contenido de un juego para un determinado rango de edad basado en el contenido de los juegos. La clasificación por edad no indica la dificultad del juego ni la habilidad necesaria para jugarlo.
| Icono 2003-2009 | Icono 2009-2010 | Icono actual | Clasificación                                             | Descripción |
| --------------- | --------------- | ------------ | --------------------------------------------------------- | --- |
|                 |                 |              | Apto para todo público.                                   | El contenido de los juegos con clasificación PEGI 3 se considera adecuado para todos los grupos de edad. El juego no debe contener sonidos o imágenes que puedan asustar a los niños pequeños. Se acepta una forma de violencia muy leve (en un contexto cómico o en un entorno infantil). No debe haber palabras malsonantes. |
|                 |                 |              | Apto para todo público.                                   | Solo en Portugal, sustituye al PEGI 3. El contenido de los juegos con esta clasificación se considera adecuado para todos los grupos de edad. Es aceptable cierta violencia en un contexto cómico. El niño no debe ser capaz de asociar los personajes de la pantalla con personajes de la vida real; deben ser personajes totalmente fantásticos. El juego no debe contener sonidos o imágenes que puedan asustar o atemorizar a los niños pequeños. No se debe utilizar un lenguaje inapropiado.                                                 |
|                 |                 |              | Apto para mayores de 6 años. Apto para mayores de 7 años. | Solo en Portugal, sustituye al PEGI 7. En este grupo de edad, los niños pueden estar expuestos a un poco más de violencia. Sin embargo, esta violencia debe dirigirse a personajes de fantasía poco realistas. Cualquier juego que normalmente se clasificaría como 4, pero que contiene escenas o sonidos posiblemente aterradores, puede considerarse adecuado en esta categoría. |
|                 |                 |              | Apto para mayores de 6 años. Apto para mayores de 7 años. | El contenido de los juegos con escenas o sonidos que puedan asustar a los niños más pequeños debe entrar en esta categoría. Las formas de violencia muy leves (violencia implícita, no detallada o no realista) son aceptables para un juego con clasificación PEGI 7. |
|                 |                 |              | Apto para mayores de 12 años.                             | Los videojuegos que muestran violencia de naturaleza ligeramente más gráfica hacia personajes de fantasía o violencia no realista hacia personajes de tipo humano entrarían en esta categoría de edad. Las insinuaciones sexuales o las posturas sexuales pueden estar presentes, mientras que las palabras malsonantes en esta categoría deben ser suaves. También puede haber juegos de azar tal y como se llevan a cabo en la vida real en casinos o salas de juego (por ejemplo, juegos de cartas que en la vida real se jugarían por dinero). |
|                 |                 |              | Apto para mayores de 16 años.                             | Esta clasificación se aplica una vez que la representación de la violencia (o la actividad sexual) alcanza un nivel que se asemeja al que cabría esperar en la vida real. El uso de palabras malsonantes en los juegos con clasificación PEGI 16 puede ser más extremo, mientras que los juegos de azar y el uso de tabaco, alcohol o drogas ilegales también pueden estar presentes. |
|                 |                 |              | Solamente adultos.                                        | La clasificación para adultos se aplica cuando el nivel de violencia alcanza una fase en la que se representa la violencia bruta, el asesinato aparentemente sin motivo o la violencia hacia personajes indefensos. La glorificación del uso de drogas ilegales y la actividad sexual explícita también deberían entrar en esta categoría de edad. |

### Indonesia
El Sistema de Calificación de Juegos de Indonesia (IGRS) es un sistema oficial de clasificación de contenidos de videojuegos fundado y establecido por el Ministerio de Comunicación e Informática de Indonesia en 2016. IGRS califica los juegos que se desarrollan y/o publican en Indonesia. Hay 5 clasificaciones de clasificaciones basadas en el contenido del juego, que incluye el uso de alcohol, cigarrillos, drogas, violencia, sangre, lenguaje, contenido sexual, etc. Estas son las siguientes clasificaciones:
| Identificador | Identificador | Edad adecuada    | Recomendación                | Definición |
| ------------- | ------------- | ---------------- | ---------------------------- | --- |
|               | SU            | Todas las edades | Para todas las edades        | Jugable para todas las edades. |
|               | 3+            | +3 años          | Apto para mayores de 3 años  | No se muestra contenido restringido, incluido el contenido para adultos, el uso de drogas, la simulación de juegos de azar y las interacciones en línea. |
|               | 7+            | +7 años          | Apto para mayores de 7 años  | No se muestra contenido restringido, incluido el contenido para adultos, el uso de drogas, la simulación de juegos de azar y las interacciones en línea. |
|               | 13+           | +13 años         | Apto para mayores de 13 años | Recomendado para mayores de 13 años. Los contenidos restringidos se muestran parcialmente, incluyendo el uso ligero de drogas y alcohol por figuras / personajes de fondo, violencia de dibujos animados, lenguaje suave, simulación de juego, tema de terror, e interacciones en línea.                                 |
|               | 18+           | +18 años         | Apto para mayores de 18 años | Recomendado para mayores de 18 años. Los contenidos restringidos se muestran principalmente, si no todos, incluyendo el uso de drogas y alcohol por parte de los personajes principales, violencia realista (sangre, gore, mutilación, etc.), humor crudo, simulación de juego, tema de terror e interacciones en línea. |

### Internacional
El IARC adoptó su propio sistema de calificación en países y territorios que no están representados por una autoridad de calificación participante.

### Nueva Zelanda
La Oficina de Clasificación de Cine y Literatura (OFLC) es la agencia gubernamental de Nueva Zelanda responsable de la clasificación de todas las películas, vídeos, publicaciones y algunos videojuegos en el país. Fue creada por la Ley de Clasificación de Películas, Vídeos y Publicaciones de 1993 (Ley FVPC), que sustituyó a diversas leyes de clasificación cinematográfica, y es una entidad independiente de la Corona[1] según la Ley de Entidades de la Corona de 2004. El director de la OFLC se denomina Censor Jefe, título que ha descrito al funcionario gubernamental encargado de la censura en Nueva Zelanda desde 1916.
The current ratings are:
- G: Se puede exhibir y vender a cualquier persona.
- PG: Las películas y videojuegos con clasificación PG se pueden vender, alquilar o exhibir a cualquier persona. La clasificación PG significa que se recomienda la supervisión de un padre o tutor para los espectadores más jóvenes.
- M: Las películas y los videojuegos con la etiqueta M se pueden vender, alquilar o proyectar a cualquier persona. Las películas con la etiqueta M son más adecuadas para el público maduro mayor de 16 años.[19]
- R13: Restringido a personas de 13 años o más.
- R15: Restringido a personas de 15 años o más.
- R16: Restringido a personas de 16 años o más.
- R18: Restringido a personas de 18 años o más.
- R: Restringido a una clase particular de personas.

### Japón
Originalmente se usa el sistema CERO, pero en videojuegos eróticos, simuladores de citas y novelas visuales se usa el sistema Contents Soft Association (コンテンツ・ソフト協同組合 Kontentsu Sofuto Kyōdō Kumiai?) (CSA) y en videojuegos de PC se usa el sistema Ethics Organization of Computer Software (一般社団法人コンピュータソフトウェア倫理機構 Ippan Shadan Hōjin Konpyūta Sofutowea Rinri Kikō?) (EOCS, o Sofurin).

#### Computer Entertainment Rating Organization
El Computer Entertainment Rating Organization (Computer Entertainment Rating Organization (特定非営利活動法人コンピュータエンターテインメントレーティング機構 Tokutei Hieiri Katsudō Hōjin Konpyūta Entāteinmento Rētingu Kikō?), (CERO) es una organización que califica los videojuegos y los juegos de PC en Japón con niveles de calificación que informa al cliente de la naturaleza del producto y para qué grupo de edad es adecuado. Fue establecida en junio de 2002 como una sucursal de Computer Entertainment Supplier's Association, y se convirtió en una organización sin fines de lucro reconocida oficialmente en diciembre de 2003. Actualmente consta de cinco categorías de edad y nueve descriptores de contenido.
| Icono | Clasificación                                                      | Descripción |
| ----- | ------------------------------------------------------------------ | --- |
|       | All ages (全年齢対象 Zen nenrei taishō?)                           | Situado para toda edad (Equivalente a E/E10+ en ESRB y +3/+7 en PEGI). No hay contenido que pueda ofender a los niños. |
|       | Ages 12 and up (12才以上対象 Jūnisai ijō taishō?)                  | Contiene algunas partes que no le pueden gustar a menores de 12 años (Equivalente a E10+/T en ESRB y +7/+12 en PEGI). Contiene violencia menor de algún tipo, contenido sexual leve o uso infrecuente de profanación usualmente. |
|       | Ages 15 and up (15才以上対象 Jūgosai ijō taishō?)                  | Algún contenido puede ser inapropiado para menores de 15 años (Equivalente a 12+/16+ en PEGI y a entre T/M en ESRB). Nadie menor de 15 años puede comprar videojuegos marcados con ella sin permiso de los padres. Puede contener violencia de algún tipo (junto con real), contenido sexual medio, apuestas moderadas o profanación moderada. |
|       | Ages 17 and up (17才以上対象 Jūnanasai ijō taishō?)                | Contiene un poco de material adulto. Nadie menor de 17 años puede comprar videojuegos marcados con esta letra sin permiso de los padres. Así como con M en ESRB (Equivalente a +16/+18 en PEGI). Contiene violencia fuerte con sangre y gore, contenido sexual superior o intenso, apuestas mayores, o profanación fuerte.                     |
|       | Ages 18 and up only (18才以上のみ対象 Jūhachisai ijō nomi taishō?) | El contenido es exclusivamente adulto. Así como con M/Adults Only en ESRB y 18+ en PEGI, nadie menor de 18 puede comprar videojuegos con ella sin permiso de los padres. Contiene violencia intensa con sangre y gore, contenido sexual intenso, o profanación intensa. La única legítimamente restringida.                                    |

| Icono | Clasificación                           | Descripción                                                                      |
| ----- | --------------------------------------- | -------------------------------------------------------------------------------- |
|       | Rating pending (審査予定 Shinsa yotei?) | En proceso de clasificación (Equivale a RP en ESRB).                             |
|       | Demonstration (規定適合 Kitei tekigō?)  | Situado para las demostraciones técnicas, y se quitará con el lanzamiento final. |

### México
El 27 de noviembre de 2020, la Secretaría del Interior (SEGOB) publicó un nuevo conjunto de directrices sobre el El Diario Oficial de la Federación convocó Lineamentos Generales del Sistema Mexicano de Equivalencias de Clasificación de Contenidos de Videojuegos'. Esto establece que todos los juegos distribuidos en México tendrán su propio conjunto de calificaciones a partir del 27 de mayo de 2021, reemplazando el sistema de calificaciones de la ESRB que se estaba utilizando, mientras que todavía están de acuerdo con ellos.
Las calificaciones son las siguientes:
| Identificador | Identificador | Edad adecuada     | Descripción                                   |
| ------------- | ------------- | ----------------- | --------------------------------------------- |
|               | A             | Todo Público      | Para todas las edades.                        |
|               | B             | +12 Años          | Contenido para adolescentes de 12 años o más. |
|               | B15           | +15 Años          | Contenido para mayores de 15 años.            |
|               | C             | Adultos +18 Años  | Contenido no apto para menores de 18 años.    |
|               | D             | Exclusivo Adultos | Contenido extremo y adulto.                   |
|               | P             | Aún sin calificar | Puede tener contenido inadecuado para niños   |

### Reino Unido
La British Board of Film Classification (BBFC), originalmente British Board of Film Censors, es una organización no gubernamental, financiada por la industria cinematográfica y responsable de la clasificación nacional de películas dentro del Reino Unido. Tiene un requisito legal para clasificar videos y DVDs. Ya no tiene la responsabilidad de calificar los videojuegos en el Reino Unido. Este rol ha sido pasado al Consejo de Estándares de Video ahora conocido como la Junta de Calificación VSC).
En julio de 2012, el VSC Rating Board se convirtió en el único regulador legal de videojuegos del Reino Unido para el Reino Unido. La Junta de Calificación de VSC ha sido Administrador de PEGI desde 2003 y posteriormente utiliza los criterios PEGI para clasificar los videojuegos. La Asociación de Entretenimiento Interactivo del Reino Unido, un grupo comercial de la industria del Reino Unido, trabaja con el VSC para ayudar a etiquetar adecuadamente estos juegos y proporcionar material informativo a los padres. Los juegos con contenido pornográfico fuerte o minijuegos auxiliares que se incluirán con una función de DVD seguirán siendo calificados por el BBFC.
| Identificador | Identificador | Edad adecuada    | Recomendación                       | Definición |
| ------------- | ------------- | ---------------- | ----------------------------------- | --- |
|               | U             | Todas las edades | Para todas las edades               | Material apto para todo tipo de público. |
|               | PG            | +8 años          | Apto para mayores de 8 años         | Para todas las edades, aunque se aconseja que ciertas escenas pueden no ser aptas para niños pequeños. |
|               | 12            | +12 años         | Apto para mayores de 12 años        | Material pertinente para la edad de 12 años y mayores. Podría ser penalidad que un niño menor de 11 años vea, alquile, compre o juegue la aplicación, juego. (video y DVD únicamente). |
|               | 15            | +15 años         | Apto para mayores de 15 años        | Adecuado a partir de los 15 años en adelante. Violencia, cierta temática sexual y sangre o representaciones realistas de sangre suelen aparecer en algunas películas. Podría ser penalidad que un joven menor de 14 años vea, alquile, compre o juegue la aplicación, juego.                   |
|               | 18            | +18 años         | Apto para mayores de 18 años        | Exclusivamente para personas de 18 años o que los excedan. Escenas sexuales, actos grotescos de violencia y uso muy frecuente de lenguaje fuerte suelen aparecer en algunas películas. Podría ser penalidad que un adulto menor de 17 años vea, alquile, compre o juegue la aplicación, juego. |
|               | R18           | +18 años         | Restringido para mayores de 18 años | Material sólo para aquellos que tengan 18 y más de edad, únicamente aplicable en cines y sex shops autorizados. Podría ser penalidad que un adulto menor de 17 años vea, alquile, compre o juegue la aplicación, juego o que un mayor de 18 pedirlo en línea.                                  |